# Open Palmtop Integrated Environment
Open Palmtop Integrated Environment (OPIE) ist eine freie grafische Benutzerumgebung für PDAs basierend auf dem GNU/Linux-Betriebssystem. Es verwendet weit verbreitete Standards wie XML, OBEX und IrDA. Seit dem 4. August 2003 ist die Version 1.0 für Sharp Zaurus, Siemens SIMpad und HP iPAQ in mehreren Sprachen verfügbar. Mit Themes und Styles kann die Oberfläche an den persönlichen Geschmack anpasst werden.
Dabei sind auch Anwendungen für:
- Dokumentenmanagement
- Internet: IRC-Client und der Webbrowser Konqueror
- Multimedia: opieplayer2 kann Bilder anzeigen und beherrscht das Streaming von Audio- und Videodaten und basiert auf xine
- Netzwerk: Datenabgleich mit Kolab, Outlook und dem Qtopia-Desktop
- Office: PDF-Betrachter, PalmDoc-Reader
- Der Personal Information Manager (PIM) umfasst Adressbuch, Aufgabenliste, Notizbuch, E-Mail, Terminplaner, Texteditor und Suche. Es ist auch möglich, über Bluetooth, IrDA oder Netzwerk mit Palm-OS-PDAs oder Pocket PCs zu kommunizieren.
- Nachrichten des Tages: In einer Übersicht werden die aktuellen Aufgaben, Börsenkurse, E-Mails, Geburtstage, Wetterberichte und Termine angezeigt.
- Plugins: Ermöglichen zum Beispiel Handschrifterkennung, Tastatureingabe, …

OPIE unterstützt viele Geräte und bietet Binärkompatibilität mit Zaurus-Anwendungen. Für den Zugriff auf das Betriebssystem selbst gibt es eine Linux-Shell und erweiterte Sicherheitsfunktionen durch Linux Security Services.
Ursprünglich basierte OPIE auf Qtopia der Firma Trolltech, welches aber an einigen Stellen weiterentwickelt wurde.